# Spiricella redferni
Spiricella redferni is een slakkensoort uit de familie van de Umbraculidae. De wetenschappelijke naam van de soort is voor het eerst geldig gepubliceerd in 2008 door da Silva & Landau.